# Anomiopus octodentatus
Anomiopus octodentatus là một loài bọ cánh cứng trong họ Bọ hung (Scarabaeidae).